# Lieser
Lieser este un râu afluent al lui Mosel cu o lungime de 55 km situat în landul Rheinland-Pfalz, Germania. El are izvorul în Hocheifel lângă Boxberg curge spre sud traversând localitățile Daun, Manderscheid, Wittlich traversează munții Moselului și se varsă în Mosel.

## Turism
Valea lui Lieser este un loc de atracție pentru amatorii de curse cicliste. Pe cursul inferior inferior al râului se află o regiune viticolă renumită.